# Debbie Rockt
Debbie Rockt! est un groupe allemand de pop rock.

## Biographie
Le groupe est formé en septembre 2002 sous le nom de Deep Mind par Paulina « Paule » Kammerlocher (née le 28 octobre), Rosa Stecher (née le 10 octobre 1987 à Stuttgart-Bad Cannstatt) et Margot « Tan » Cichy (née le 21 décembre 1987 à Varsovie, en Pologne). En juin 2003, le groupe s'étend à Katharina « Kathi » Seitz (née le 29 décembre 1987 à Heilbronn) et renommée Skylla. Dans les années suivantes, le groupe joue dans la région de Reutlingen, comme aux Rock Days 2005 à Bad Urach. 
En 2006, le nom du groupe change de nouveau. Paulina « Paule » Kammerlocher se retire du groupe, Sofia « Fie » Stark (née le 4 janvier 1991 à Ruit) et Denise Emily Wilson (née le 21 octobre 1989 à Stuttgart) intègrent le groupe désormais appelé Debbie Rockt! Ce nom leur apparaît après une promenade en ville pendant qu'elles rencontrent une petite fille, jouant de la guitare et en chantant assise au bord du chemin. À côté d’elle il y avait une jeune fille encore plus petite avec une enseigne autour du cou, sur laquelle il était écrit : « …Debbie dit merci... » Il s'est avéré qu'elle était la petite sœur de la jeune fille jouant de la guitare et elle chantait très bien du « Performenden ». Le son a été fait immédiatement après cette histoire[réf. nécessaire]. Leur première apparition à la télévision se fait au VIVA Live.
Leur premier single, Ich Rocke, est publié le 7 avril 2007, et atteint la 53e place des charts allemands, et la 63e des charts autrichiens,. VIVA soutient le groupe et met leur clip au plus haut niveau des diffusions.  Le deuxième single No More School / Poppsong est publié le 29 juin 2007, suivi par l’album Egal was ist... le 13 juillet 2007. Nie mehr Schule est une reprise de la chanson éponyme de Falco (1982).

## Membres
- Fie (Sophia Stark) - chant
- Denise Wilson - guitare
- Kathi (Katharina Seitz) - guitare
- Tan (Margot Cichy) - batterie
- Rosa Stecher - basse

## Discographie
- 2007 : Egal Was Ist

1. Auf der Jagd
2. Ich rocke
3. 1000 Flüsse
4. Illusion
5. Meine Seele
6. Goldener Käfig
7. Egal was ist
8. Popp song
9. Schneestürme
10. Halt mich fest
11. Schneewittchen
12. Lass mich gehen

### Singles
- 2007 : Ich rocke
- 2007 : Nie mehr schule + Popp song